# ГЕС Nhạn Hạc
ГЕС Nhạn Hạc — гідроелектростанція у північній частині В'єтнаму. Знаходячись між ГЕС Sông Quang (12 МВт, вище по течії) та ГЕС Châu Thắng (14 МВт), входить до складу каскаду на річці Hieu, лівій притоці Cả (впадає до Південнокитайського моря біля міста Вінь).
У межах проєкту річку перекрили бетонною гравітаційною греблею висотою 50 метрів та довжиною 173 метри. Вона утримує водосховище з площею поверхні 0,6 км2 та об'ємом 6,85 млн м3, в якому припустиме коливання рівня поверхні в операційному режимі між позначками 298 та 310 метрів НРМ. Зі сховища через лівобережний масив прокладено дериваційний тунель довжиною 2,5 км з перетином 6х6 метрів.
Машинний зал обладнали гідроагрегатами загальною потужністю 55 МВт, які працюють при напорі у 182 метри. Крім того, в межах комплексу існує допоміжний зал з обладнанням потужністю 4 МВт, розрахованим на використання напору у 14 метрів. Разом вони забезпечують виробництво 206 млн кВт·год електроенергії на рік.
Видача продукції відбувається по ЛЕП, розрахованій на роботу під напругою 110 кВ.